# The Killer Angels
The Killer Angels je debutové studiové album švédské heavymetalové hudební skupiny Civil War. Vydáno bylo 11. června 2013 u vydavatelství Despotz Records. Na skládání písní se podíleli všichni členové skupiny. Nahrávání probíhalo ve švédských studiích Black Lounge Studio a Abyss Studio s producentem Jonasem Kjellgrenem. Autorem přebalu desky je polský umělec Lukasz Jaszak. Skupina album pojmenovala dle románu Andělé smrti vydaném v roce 1997 americkým spisovatelem Michaelem Shaaraou. The Killer Angels bylo ve Švédsku dle hodnocení IFPI oceněno zlatou deskou za více než 20 000 prodaných kopií.

## Seznam skladeb
| Pořadí         | Název                                       | Délka |
| -------------- | ------------------------------------------- | ----- |
| 1.             | King of the Sun                             | 5:27  |
| 2.             | First to Fight                              | 4:19  |
| 3.             | Saint Patrick's Day                         | 5:11  |
| 4.             | Rome Is Falling                             | 5:24  |
| 5.             | Sons of Avalon                              | 4:11  |
| 6.             | I Will Rule the Universe                    | 5:11  |
| 7.             | Lucifer's Court                             | 3:46  |
| 8.             | Brother Judas                               | 4:16  |
| 9.             | My Own Worst Enemy                          | 3:51  |
| 10.            | Gettysburg                                  | 5:05  |
| 11.            | Children of the Grave (Black Sabbath cover) | 4:58  |
| Celková délka: | Celková délka:                              | 51:39 |

## Obsazení
- Nils Patrik Johansson – zpěv
- Rikard Sundén – kytara
- Oskar Montelius – kytara
- Stefan Eriksson – baskytara
- Daniel Mÿhr – klávesy
- Daniel Mullback – bicí

Technická podpora
- Jonas Kjellgren – mix, mastering
- Lukasz Jaszak – přebal alba